# Nemzeti Bajnokság I 1923-1924
L'edizione 1923-24 del Nemzeti Bajnokság I vide la vittoria finale dell'MTK, che conquista il suo 11º titolo, il 9º ufficiale consecutivo.
Capocannoniere del torneo fu József Jeszmás dell'Újpesti TE con 15 reti.
Il campionato era costituito da un girone per le squadre di Budapest, più altri sei campionati regionali. I sei vincitori regionali si sarebbero sfidati tra di loro, e la vincente avrebbe sfidato la vincente di Budapest per il titolo nazionale.
La finale per il titolo è stata MTK - Szombathelyi AK 1-1, 3-0 nella ripetizione.

## Classifica (Budapest)
|    | Classifica              | G  | V  | N  | P  | GF | GS | Dif | Pt |
| -- | ----------------------- | -- | -- | -- | -- | -- | -- | --- | -- |
| 1  | MTK (C)                 | 22 | 19 | 2  | 1  | 50 | 11 | +39 | 40 |
| 2  | Ferencvárosi TC         | 22 | 11 | 8  | 3  | 36 | 15 | +21 | 30 |
| 3  | Újpesti TE              | 22 | 12 | 4  | 6  | 39 | 15 | +24 | 28 |
| 4  | Budapesti TC            | 22 | 10 | 5  | 7  | 23 | 21 | +2  | 25 |
| 5  | VAC                     | 22 | 7  | 5  | 10 | 18 | 31 | -13 | 19 |
| 6  | Zuglói VII. Kerületi AC | 22 | 7  | 5  | 10 | 16 | 28 | -12 | 19 |
| 7  | Törekvés SE             | 22 | 6  | 6  | 10 | 28 | 29 | -1  | 18 |
| 8  | III. Kerületi TVE       | 22 | 4  | 10 | 8  | 21 | 23 | -2  | 18 |
| 9  | Vasas TE                | 22 | 7  | 4  | 11 | 28 | 36 | -8  | 18 |
| 10 | Kispesti AC             | 22 | 5  | 8  | 9  | 18 | 33 | -15 | 18 |
| 11 | 33 FC                   | 22 | 5  | 7  | 10 | 14 | 17 | -3  | 17 |
| 12 | Újpesti Törekvés SE     | 22 | 5  | 4  | 13 | 26 | 48 | -22 | 14 |

- (C) Campione nella stagione precedente

### Verdetti
- MTK campione d'Ungheria 1923-24.
- 33 FC e Újpesti Törekvés SE retrocesse in Nemzeti Bajnokság II.